# Музей горного дела в Верхнем Гарце
Музей горного дела в Верхнем Гарце (нем. Oberharzer Bergwerksmuseum) — исторический музей технологии и культуры, расположенный расположенный в горах Гарц, в городе Клаусталь-Целлерфельд земли Нижняя Саксония, Германия. Является одним из старейших технологических музеев в Германии, представляет историю горного дела в Верхнем Гарце до XIX столетия.  
Коллекция музея начала формироваться в 1884 году. Официальное открытие музея состоялось в 1892 году.

## Выставки
Музей включает, в частности, следующие экспозиции:
- Макеты из бывшей школы горного дела, в XVII и XIX веках использовавшиеся для обучения;
- Демонстрацию шахты с галереями для посетителей;
- Производство витых кабелей, изобретённых в 1834 году в Клаустале-Целлерфельде;
- Коллекцию монет;
- Коллекцию минералов;
- Традиционные предметы быта людей в Верхнем Гарце.

## Фотографии
- Музей горного дела в Клаусталь-Целлерфельде
- Шахта, являющаяся частью экспозиции музея
- Шахтный копёр XIX века